# Erwin Hecht
Erwin Hecht OMI (* 13. Oktober 1933 in Burgrieden; † 19. November 2016 in Hünfeld) war ein deutscher Geistlicher und römisch-katholischer Bischof von Kimberley.

## Leben
Erwin Hecht wurde am 26. Juli 1959 als Mitglied der Ordensgemeinschaft der Oblaten der makellosen Jungfrau Maria zum Priester geweiht.
Am 3. Februar 1972 ernannte ihn Papst Paul VI. zum Titularbischof von Obba und zum Weihbischof in Kimberley. Die Bischofsweihe empfing er am 11. Mai 1972 durch den Erzbischof von Bloemfontain, Joseph Patrick Fitzgerald OMI; Mitkonsekratoren waren der Bischof von Leribe, Paul Khoarai, und der Bischof von Mariannhill, Martin Elmar Schmid CMM. Zum Wahlspruch wählte sich Hecht aus dem Johannesevangelium „Damit sie das Leben haben und es in Fülle haben“ (Joh. 10,10). Am 1. Juli 1974 berief ihn Papst Paul VI. zum Bischof von Kimberley.
Am 15. Dezember 2009 nahm Papst Benedikt XVI. sein aus Altersgründen vorgebrachtes Rücktrittsgesuch an. Nachdem Hecht noch einige Zeit in seiner ehemaligen Diözese verbracht hatte, kehrte er nach Deutschland zurück und verbrachte seinen Ruhestand im Bonifatiuskloster Hünfeld. Er war weiterhin seelsorgerisch tätig. Erwin Hecht verstarb am 19. November 2016 im Alter von 83 Jahren in Hünfeld.